# Dascha Lehmann
Dascha Lehmann (* 10. April 1974 in Berlin; bürgerlich Dascha Schmidt-Foß) ist eine deutsche Synchronsprecherin, Hörspielsprecherin und Schauspielerin.

## Leben
Dascha Lehmanns Vater ist der Schauspieler und Synchronsprecher Manfred Lehmann, welcher unter anderem die deutsche Stimme von Bruce Willis ist. Schon als Siebenjährige nahm Manfred Lehmann seine Tochter zu Dreharbeiten mit. Bereits ein Jahr zuvor hatte sie ihre erste Synchronrolle.
In den Jahren 1992 bis 1993 spielte sie die Rolle der Tanja Marein in der Fernsehserie Gute Zeiten, schlechte Zeiten. Im Jahr 1994 war sie neben ihrem späteren Schwager Gerrit Schmidt-Foß die Marion Fröse in der Serie Unser Lehrer Doktor Specht.
Dascha Lehmann ist seit dem 21. August 2001 mit Dennis Schmidt-Foß verheiratet und trägt Lehmann jetzt als Künstlernamen. Sie heißt mit bürgerlichem Namen seither Dascha Schmidt-Foß. Ihre Tochter Dalia Mya Schmidt-Foß ist ebenfalls als Synchronsprecherin aktiv. Dascha Schmidt-Foß lebt in Berlin.
Als Synchronsprecherin lieh sie ihre Stimme bisher hauptsächlich Katie Holmes, Jennifer Love Hewitt, Jennifer Finnigan und Keira Knightley. Sie sprach auch Alyssa Milano und Denise Richards.

## Filmografie (Auswahl)
- 1993: Gute Zeiten, schlechte Zeiten (Fernsehserie, drei Folgen)
- 1994: Unser Lehrer Dr. Specht (Fernsehserie, komplette vierte Staffel)
- 1996: Dr. Stefan Frank – Dr. Frank und das große Unglück (Fernsehserie, eine Folge)

## Synchronisationen (Auswahl)
Alyssa Milano
- 1995: Glory Daze – Es lebe die Uni! als Chelsea
- 1998–2006: Charmed – Zauberhafte Hexen (Fernsehserie) als Phoebe Halliwell
- 2007–2011: My Name Is Earl (Fernsehserie) als Billie
- 2008: Pathologie als Gwen Williamson
- 2010: DC Showcase: The Spectre als Aimee Brenner
- 2011: Happy New Year als Krankenschwester Mindy
- 2012: Auch Liebe wird erwachsen als Jane Claremont
- 2013–2015: Mistresses (Fernsehserie) als Savannah „Savi“ Davis
- 2020: Grey’s Anatomy (Fernsehserie) als Haylee Peterson

Jennifer Love Hewitt
- 1997: Ich weiß, was du letzten Sommer getan hast als Julie James
- 1998: Ich kann’s kaum erwarten! als Amanda Beckett
- 1998: Ich weiß noch immer, was du letzten Sommer getan hast als Julie James
- 1999: The Suburbans – The Beat Goes On! als Cate
- 2002: The Tuxedo – Gefahr im Anzug als Del Blaine
- 2004: Garfield – Der Film als Liz Wilson
- 2004: The Truth About Love – oder: Was du niemals wissen wolltest… als Alice Holbrook
- 2006: Garfield 2 als Liz Wilson
- 2009: Shortcut to Happiness – Der Teufel steckt im Detail als Der Teufel

Katie Holmes
- 1998: Dich kriegen wir auch noch! als Rachel Wagner
- 1999: Tötet Mrs. Tingle! als Leigh Ann Watson
- 1999–2003: Dawson’s Creek (Fernsehserie) als Joey Potter
- 2000: Die WonderBoys als Hannah Green
- 2003: Pieces of April – Ein Tag mit April Burns als April Burns
- 2004: First Daughter – Date mit Hindernissen als Samantha Mackenzie
- 2005: Batman Begins als Rachel Dawes
- 2005: Thank You for Smoking als Heather Holloway
- 2008: Mad Money als Jackie Truman
- 2010: Don’t Be Afraid of the Dark als Kim
- 2011: Jack und Jill als Erin Sadelstein
- 2014: Hüter der Erinnerung – The Giver als Mutter
- 2015: Days and Nights als Alex
- 2016: Alles was wir hatten als Rita Carmichael

Keira Knightley
- 2003: Tatsächlich… Liebe als Juliet
- 2005: Domino als Domino Harvey
- 2005: Stolz und Vorurteil als Elizabeth Bennet
- 2007: Abbitte als Cecilia Tallis
- 2008: Die Herzogin als Georgiana, Herzogin von Devonshire
- 2011: Eine dunkle Begierde als Sabina Spielrein
- 2012: Anna Karenina als Anna Karenina
- 2013: Can a Song Save Your Life? als Gretta
- 2014: The Imitation Game – Ein streng geheimes Leben als Joan Clarke
- 2015: Everest als Jan Arnold

Linda Cardellini
- 1994–2009: Emergency Room – Die Notaufnahme als Samantha Taggart
- 2015: Avengers: Age of Ultron als Laura Barton
- 2015: Daddy’s Home – Ein Vater zu viel als Sara
- 2015–2017: Bloodline als Meg Rayburn
- 2017: The Founder als Joan Smith
- 2019: Green Book – Eine besondere Freundschaft als Dolores
- 2019: Lloronas Fluch als Anna Tate-Garcia
- 2019: Avengers: Endgame als Laura Barton
- 2021: Hawkeye als Laura Barton

### Filme
- 1991: Juliette Lewis in Kap der Angst als Danielle
- 1991: Marie Gillain in Mein Vater, der Held als Véro
- 1993: Naomi Watts in Verführt – Schuldig oder nicht schuldig? als Jennifer Carter
- 1994: Kimberly Williams-Paisley in Cold Blooded als Jasmine
- 1995: Olivia Burnette in Schneller als der Tod als Katie
- 1996: Juliette Lewis in Jahre der Zärtlichkeit als Melanie Horton
- 1997: Victoria Beckham in Spice World – Der Film als Victoria „Posh“ Adams
- 1997: Melissa Joan Hart in Groovy Connection – Zauberhafte Geschwister als Melanie Cambridge
- 1997: Haylie Johnson in Ein Vater zuviel als Nikki Trainor
- 1997: Alicia Silverstone in Batman & Robin als Batgirl/Barbara Wilson
- 1997: Christina Ricci in Dieser verflixte Kater als Patti Randall
- 1998: Melanie Lynskey in Auf immer und ewig als Jacqueline de Ghent
- 1998: Jamie Donnelly in Grease als Jan
- 1999: Ali Larter in Varsity Blues als Darcy Sears
- 1999: Jessica Alba in Die Killerhand als Molly
- 1999: Rose McGowan in Der zuckersüße Tod als Courtney Alice Shayne
- 1999: Jodi Lyn O’Keefe in Eine wie keine als Taylor Vaughan
- 1999: Shannon Elizabeth in American Pie – Wie ein heißer Apfelkuchen als Nadia
- 1999: Jessica Campbell in Election als Tammy Metzler
- 2000: Reese Witherspoon in American Psycho als Evelyn Williams
- 2000: Kirsten Dunst in Las Vegas – Zur Hölle & zurück als Lidda Doyles
- 2000: Erica Leerhsen in Blair Witch 2 als Erica
- 2000: Tyra Banks in Zum Leben erweckt als Eve
- 2001: Denise Richards in Schrei wenn Du kannst als Paige Prescott
- 2001: Asia de Marcos in Miss Undercover als Miss Hawaii
- 2001: Shannon Elizabeth in American Pie 2 als Nadia
- 2001: Leelee Sobieski in Joyride – Spritztour als Venna
- 2002: Jessica Biel in Die Regeln des Spiels als Lara Holleran
- 2002: Gina Gallego in Minority Report als Testimonial 2
- 2002: Jennifer Garner in Pearl Harbor als Sandra
- 2002: Archie Panjabi in Kick It Like Beckham als Pinky Bhamra
- 2003: Denise Richards in Scary Movie 3 als Annie
- 2003: Piper Perabo in Im Dutzend billiger als Nora Baker
- 2003: Christine Anu in Matrix Reloaded als Kali
- 2003: Kathryn Hahn in Wie werde ich ihn los – in 10 Tagen als Michelle
- 2003: Alicia Silverstone in Abgezockt! als Sheila
- 2003: Wen Yann Shih in Unzertrennlich als May
- 2003: January Jones in Die Wutprobe als Gina
- 2004: Rachel McAdams in Wie ein einziger Tag als Allie Hamilton
- 2004: Brittany Daniel in White Chicks als Megan Vandergeld
- 2004: Ming-Na Wen in Mulan 2 als Mulan
- 2004: Bethany Joy Lenz in Girls United Again als Marni Potts
- 2005: Piper Perabo in Im Dutzend billiger 2 – Zwei Väter drehen durch als Nora Baker
- 2005: Shannon Elizabeth in Verflucht als Becky
- 2005: Joanne Boland in Land of the Dead als PrettyBoy
- 2005: Alison Lohman in Immer Ärger mit Raymond als Tiffany
- 2005: Jessica Biel in Stealth – Unter dem Radar als Lt. Kara Wade
- 2005: Rachel Nichols in Amityville Horror als Lisa
- 2005: Kelly MacDonald in Eine zauberhafte Nanny als Evangeline
- 2006: Piper Perabo in Prestige – Die Meister der Magie als Julia Angier
- 2006: Diora Baird in The Texas Chainsaw Massacre: The Beginning als Bailey
- 2006: Mia Kirshner in The Black Dahlia als Elisabeth Short
- 2006: Bree Turner in Zum Glück geküsst als Dana
- 2007: Olga Kurylenko in Hitman – Jeder stirbt alleine als Nika
- 2008: Kate Bosworth in 21 als Jill Taylor
- 2008: Rachel McDowall in Mamma Mia! als Lisa
- 2009: Anjelah N. Johnson in Alvin und die Chipmunks 2 als Julie Ortega
- 2009: Rachel Boston in Der Womanizer – Die Nacht der Ex-Freundinnen als Deena
- 2009: Bree Turner in Die nackte Wahrheit als Joy
- 2010: Brittany Daniel in Skyline als Candice
- 2010: Jewel Staite in Mrs. Miracle 2 – Ein zauberhaftes Weihnachtsfest als Holly
- 2010: Melissa Ponzio in So spielt das Leben als Victoria, die Stripper–Cousine
- 2011: Blake Lively in Runaway Girl als Glenda
- 2012: Elisabeth Röhm in Lake Placid 4 als Theresa Giove
- 2012: Kether Donohue in Pitch Perfect als Alice
- 2013: Pihla Viitala in Hänsel und Gretel: Hexenjäger als Mina
- 2013: Natalie Dormer in The Counselor als Blondine
- 2014: Jodie Whittaker in Black Sea als Chrissy
- 2015: Natasha Leggero in Let’s be Cops – Die Party Bullen als Annie
- 2016: Cristina Rosato in Bad Santa 2 als Alice
- 2019: Ming-Na Wen in Chaos im Netz als Mulan

### Serien
- 1991–1998: Angela Watson in Eine starke Familie als Karen Foster
- 1996: Noriko Hidaka in Hanni und Nanni als Hanna „Hanni“ O’Sullivan
- 1997–2002: Susan Chuang in Dharma & Greg als Susan
- 1997–2003: Emma Caulfield in Buffy – Im Bann der Dämonen als Anya Christina Emanuela Jenkins
- 1998: Julie Depardieu in Der Graf von Monte Christo als Valentine de Villefort
- 1999–2001: Jaime Pressly in Jack & Jill als Audrey Griffin
- 2000–2004: Nicki Lynn Aycox in Ed – Der Bowling-Anwalt als Stella Vessey
- 2000–2004: Scarlett Chorvat in The District – Einsatz in Washington als Kitty/Kathryn
- 2002–2006: Alana De La Garza in CSI: Miami als Marisol Delko
- 2003–2006: Caterina Scorsone in Missing – Verzweifelt gesucht als Jess Mastriani
- 2004: Daniella Alonso in One Tree Hill als Anna Taggaro
- 2004–2006: Jessica Kardos in Typisch Andy als Jen Larkin
- 2004–2009: Mia Kirshner in The L Word – Wenn Frauen Frauen lieben als Jenny Schecter
- 2004–2005, 2010: Nicki Lynn Aycox in Cold Case – Kein Opfer ist je vergessen als Christina Rush
- 2005: Nicki Lynn Aycox in Over There – Kommando Irak als Brenda Mitchell
- 2005: Jennifer Finnigan in Close to Home als Annabeth Chase
- 2005: Kayla Ewell in O.C., California als Casey
- 2005–2006: Rika Morinaga in Rozen Maiden als Souseiseki
- 2006–2010: Alana De La Garza in Law & Order als Consuela „Conny“ Rubirosa
- 2006–2015: Maggie Lawson in Psych als Juliet O’Hara
- 2007–2008: Odette Annable in October Road als Aubrey
- 2007–2009: Lauren Stamile in Grey’s Anatomy als Rose
- 2007–2012: Blake Lively in Gossip Girl als Serena van der Woodsen
- 2011–2012: Kelli Garner in Pan Am als Kate Cameron
- 2012: Lake Bell in TRON: Der Aufstand als Lux
- 2015: Sarah Sokolovic in Homeland als Laura Sutton
- 2015–2016: Amaia Salamanca in Velvet als Bárbara de Senillosa
- 2016: Angélica Celaya in Castle als Sonia Ruiz
- 2016: als Harper in The Royals
- seit 2018: Ali Larter in The Rookie als Grace Sawyer
- 2018: Sayaka Ohara in Iroduku: Die Welt in allen Farben als Ruri Tsukishiro
- 2023: Navy CIS: L.A. für Joanna Bacalso als Kristina Hirsch

### Hörspiele
- 1988–1991 Folge 22–29 Fünf Freunde (als Anne)
- 1999 Folge 37 Bibi und Tina Der Pferdetausch (als Sissi von Lauenhain)
- als Kay in Gabriel Burns (Folge 8 – Nebelsee)
- als Lynne in Gespenster-Krimi (Folge 4 – Das Dämonenhaus)
- als Studentin in Gespenster-Krimi (Folge 5 – Der Fluch des Pharao)
- als Mana in Die Letzten Helden (Folge 7, 8, 18, 24)
- als Katharina in Gruselkabinett – Der fliegende Holländer (Folge 22)

### Videospiele
- 2006: als Mulan in Kingdom Hearts 2 (für PS2)
- 2016: als Emily Kaldwin in Dishonored 2: Das Vermächtnis der Maske

## Hörbücher
- 2013: Aly Cha: Schnee im April (Audible exklusiv)